# Złoczów (gmina)
Złoczów – dawna gmina wiejska w powiecie złoczowskim województwa tarnopolskiego II Rzeczypospolitej. Siedzibą gminy było miasto Złoczów, które stanowiło odrębną gminę miejską.
Gminę utworzono 1 sierpnia 1934 r. w ramach reformy na podstawie ustawy scaleniowej z dotychczasowych gmin wiejskich: Boniszyn, Chilczyce, Horodyłów, Jasionowce, Kniaże, Lackie Małe, Lackie Wielkie, Poczapy, Zalesie i Żulice.
Po II wojnie światowej obszar gminy został odłączony od Polski i włączony do Ukraińskiej SRR.